# Liam Grimshaw
Liam David Grimshaw (sinh ngày 2 tháng 2 năm 1995) là cầu thủ bóng đá người Anh chơi ở vị trí hậu vệ phải cho câu lạc bộ Motherwell của Scotland. Ngoài ra, anh cũng có thể đá ở vị trí tiền vệ.

## Sự nghiệp câu lạc bộ

### Manchester United
Liam Grimshaw là một cầu thủ trưởng thành từ lò đào tạo trẻ của Manchester United. Anh gia nhập lò Carrington từ khi mới 7 tuổi. Đến mùa giải 2012–113, Grimshaw có màn ra mắt đội trẻ Manchester United trong trận đấu quan trọng với đội trẻ của Manchester City. Ở mùa giải năm đó, Grimshaw đã tạo được ấn tượng tốt với huấn luyện viên đội trẻ Paul McGuinness và được trao cơ hội ra sân tới 28 trận trong suốt cả mùa giải. Thậm chí, đã có thời điểm sao trẻ sinh năm 1995 được trao băng đội trưởng của đội U-21 United.
Cầu thủ sinh ra tại Burnley có thể chơi được ở vị trí tiền vệ, trung vệ lẫn hậu vệ cánh. Trong quãng thời gian trưởng thành ở lò Carrington, Grimshaw được các huấn luyện viên so sánh với John O’Shea và Phil Neville, những người đã trải qua các cấp độ ở đội trẻ Manchester United trước khi được đôn lên thi đấu ở đội một.

#### Motherwell (cho mượn)
Sự nghiệp thi đấu chuyên nghiệp đầu tiên của Grimshaw khi thi đấu cho câu lạc bộ bóng đá Motherwell ở Scotland trong nửa đầu mùa giải 2015-16. Anh có trận đấu ra mắt đầu tiên cho đội bóng có biệt danh Steelmen, đó là trận hòa 1–1 trên sân nhà trước Ross County. Trong tháng 1 năm 2016, Grimshaw đã được triệu hồi khi cho mượn tại Motherwell ngay trước khi chưa hết hạn hợp đồng mượn.

### Preston North End
Ngày 18 tháng 1 năm 2016, Grimshaw đã gia nhập Preston với một khoản phí không được tiết lộ. Anh đã ký hợp đồng cho đến mùa hè năm 2018.

## Sự nghiệp quốc tế
Grimshaw tham dự lần đầu tiên cho đội tuyển U18 Anh ở mùa giải 2012–13 trong trận gặp Ý.

## Thống kê sự nghiệp
Tính đến ngày 28 tháng 11 năm 2020
| Câu lạc bộ          | Mùa giải       | Giải vô địch         | Giải vô địch | Giải vô địch | Cúp quốc gia | Cúp quốc gia | Cúp liên đoàn | Cúp liên đoàn | Khác | Khác | Tổng cộng | Tổng cộng |
| Câu lạc bộ          | Mùa giải       | Hạng đấu             | Trận         | Bàn          | Trận         | Bàn          | Trận          | Bàn           | Trận | Bàn  | Trận      | Bàn       |
| ------------------- | -------------- | -------------------- | ------------ | ------------ | ------------ | ------------ | ------------- | ------------- | ---- | ---- | --------- | --------- |
| Manchester United   | 2015–16        | Premier League       | 0            | 0            | 0            | 0            | 0             | 0             | 0    | 0    | 0         | 0         |
| Motherwell (mượn)   | 2015–16        | Scottish Premiership | 14           | 0            | 1            | 0            | 1             | 0             | —    | —    | 16        | 0         |
| Preston North End   | 2015–16        | Championship         | 0            | 0            | 0            | 0            | 0             | 0             | —    | —    | 0         | 0         |
| Preston North End   | 2016–17        | Championship         | 5            | 0            | 0            | 0            | 2             | 0             | —    | —    | 7         | 0         |
| Preston North End   | 2017–18        | Championship         | 0            | 0            | 0            | 0            | 1             | 0             | —    | —    | 1         | 0         |
| Preston North End   | Tổng cộng      | Tổng cộng            | 5            | 0            | 0            | 0            | 3             | 0             | 0    | 0    | 8         | 0         |
| Chesterfield (mượn) | 2016–17        | League One           | 13           | 0            | 0            | 0            | 0             | 0             | 0    | 0    | 13        | 0         |
| Motherwell          | 2017–18        | Scottish Premiership | 17           | 0            | 2            | 0            | 2             | 0             | —    | —    | 21        | 0         |
| Motherwell          | 2018–19        | Scottish Premiership | 31           | 0            | 0            | 0            | 3             | 0             | —    | —    | 34        | 0         |
| Motherwell          | 2019–20        | Scottish Premiership | 25           | 0            | 2            | 0            | 4             | 0             | —    | —    | 31        | 0         |
| Motherwell          | 2020–21        | Scottish Premiership | 8            | 0            | 0            | 0            | 1             | 0             | 2    | 0    | 11        | 0         |
| Motherwell          | Tổng cộng      | Tổng cộng            | 81           | 0            | 4            | 0            | 10            | 0             | 2    | 0    | 97        | 0         |
| Tổng sự nghiệp      | Tổng sự nghiệp | Tổng sự nghiệp       | 113          | 0            | 5            | 0            | 14            | 0             | 2    | 0    | 134       | 0         |

1. ↑  Số trận ra sân tại UEFA Europa League